# Gornji Tiškovac
Gornji Tiškovac je naseljeno mjesto u Gradu Bihać, Federacija Bosne i Hercegovine, Bosna i Hercegovina.

## Stanovništvo

### Popisi 1971. – 1991.
| Gornji Tiškovac |               |              |               |
| godina popisa   | 1991.         | 1981.        | 1971.         |
| Srbi            | 140 (99,29 %) | 76 (64,96 %) | 107 (100,0 %) |
| Jugoslaveni     | 1 (0,709 %)   | 41 (35,04 %) | 0             |
| ukupno          | 141           | 117          | 107           |

### Popis 2013.
| Gornji Tiškovac |               |
| godina popisa   | 2013.         |
| Srbi            | 25 (100,00 %) |
| ukupno          | 25            |

## Vanjske poveznice
- Službene mrežne stranice Grada Bihać